# ニルス・ドゥネル

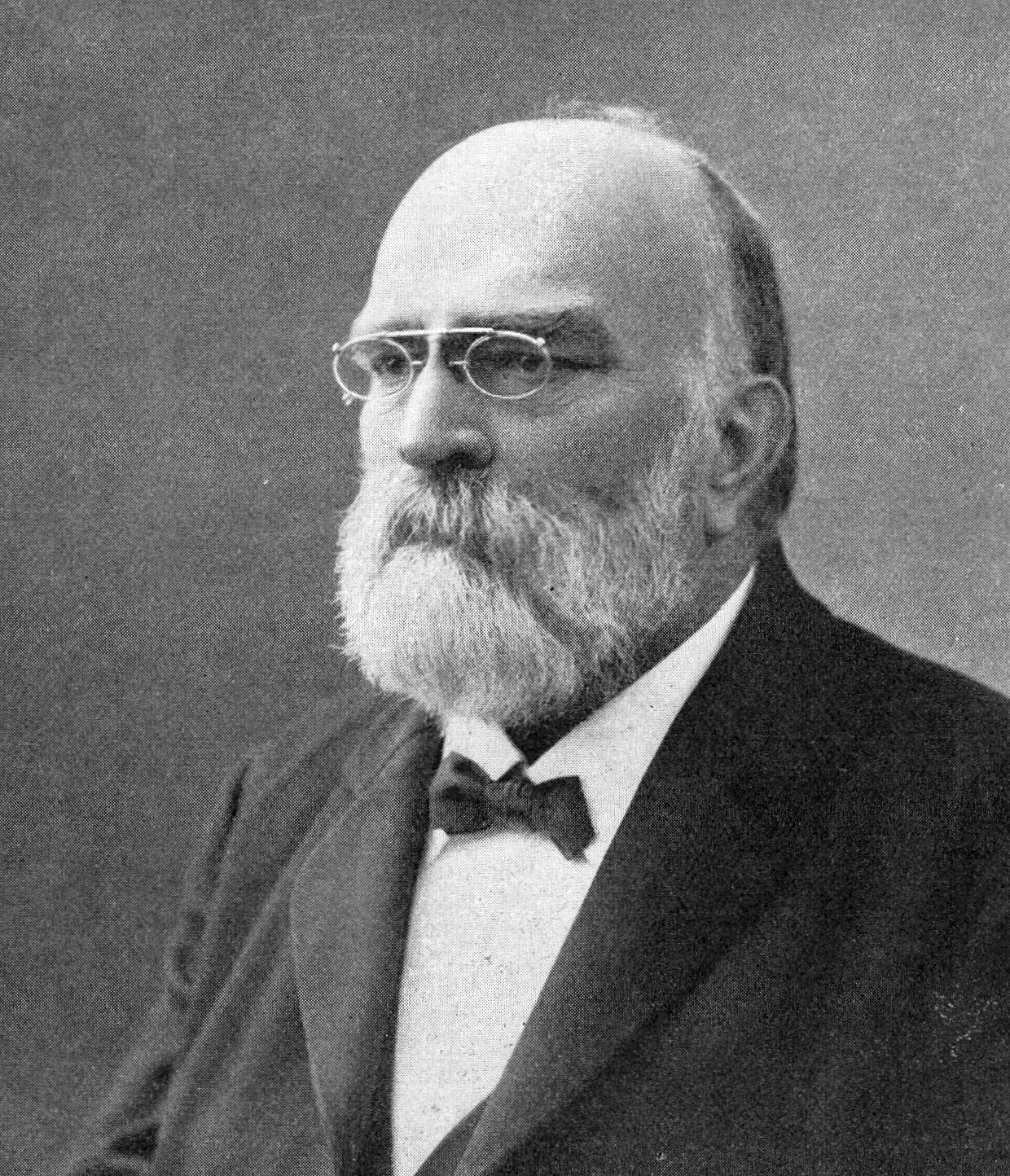
ニルス・ドゥネル（1909年）

ニルス・クリストフェル・ドゥネル（Nils Christofer Dunér, 1839年5月21日 - 1914年11月10日）は、スウェーデンの天文学者である。二重星の観測，赤色星の分光研究などを行った。

## 経歴
1862年にルンド大学で学位を得た。1864年からルンド天文台の観測者になった。
1861年と1864年にスピッツベルゲン島の極地の観測隊に加わった。
1870年から分光学分野の研究を始め、1867年から1875年に445におよぶ重星の観測を行った。
1888年にウプサラ大学の教授になった。1892年にランフォード・メダルを受賞した。